# Xã Andover, Quận Day, South Dakota
Xã Andover (tiếng Anh: Andover Township) là một xã thuộc quận Day, tiểu bang Nam Dakota, Hoa Kỳ. Năm 2010, dân số của xã này là 108 người.